# Alexandr Ivanovici Baranov
Alexandr Ivanovici Baranov (rusă Александр Иванович Баранов; n. 13 mai 1946, Kegeyli⁠(d), Republica Sovietică Socialistă Uzbecă, URSS – d. 12 martie 2025, Samara⁠(d), regiunea Samara, Rusia) a fost un general de armată rus, comandantul Districtului Militar Caucazul de Nord din iulie 2004 și până în mai 2008. A fost deținătorul medaliei Erou al Federației Ruse.

## Cazul Iandiev
În iulie 2006, Curtea Europeană a Drepturilor Omului a găsit guvernul Rusiei vinovat pentru eșecul de a-l proteja împotriva relelor tratamente și pentru violarea „dreptului la viață” al unui presupus rebel cecen, Hadji-Murat Iandiev. Dovada cheie în acest caz, conform documentelor Curții, a fost înregistrarea video filmată de un reporter al televiziunilor NTV și CNN în care un ofițer, mai târziu identificat drept Alexandr Baranov, ordona soldaților să-l „termine” și să-l „împuște” pe Iandiev, după o ceartă între cei doi. Iandiev se afla în acel moment separat de ceilalți prizonieri și nu a mai fost văzut de atunci.
Baranov, care a fost interogat în două rânduri despre acest caz, a negat că a ordonat uciderea lui Iandiev. El a insistat că „intervenția” sa a fost menită să-l calmeze pe Iandiev și că soldații nu erau în subordinea sa directă, deci nu puteau primi ordine de la el.